# Fastnet

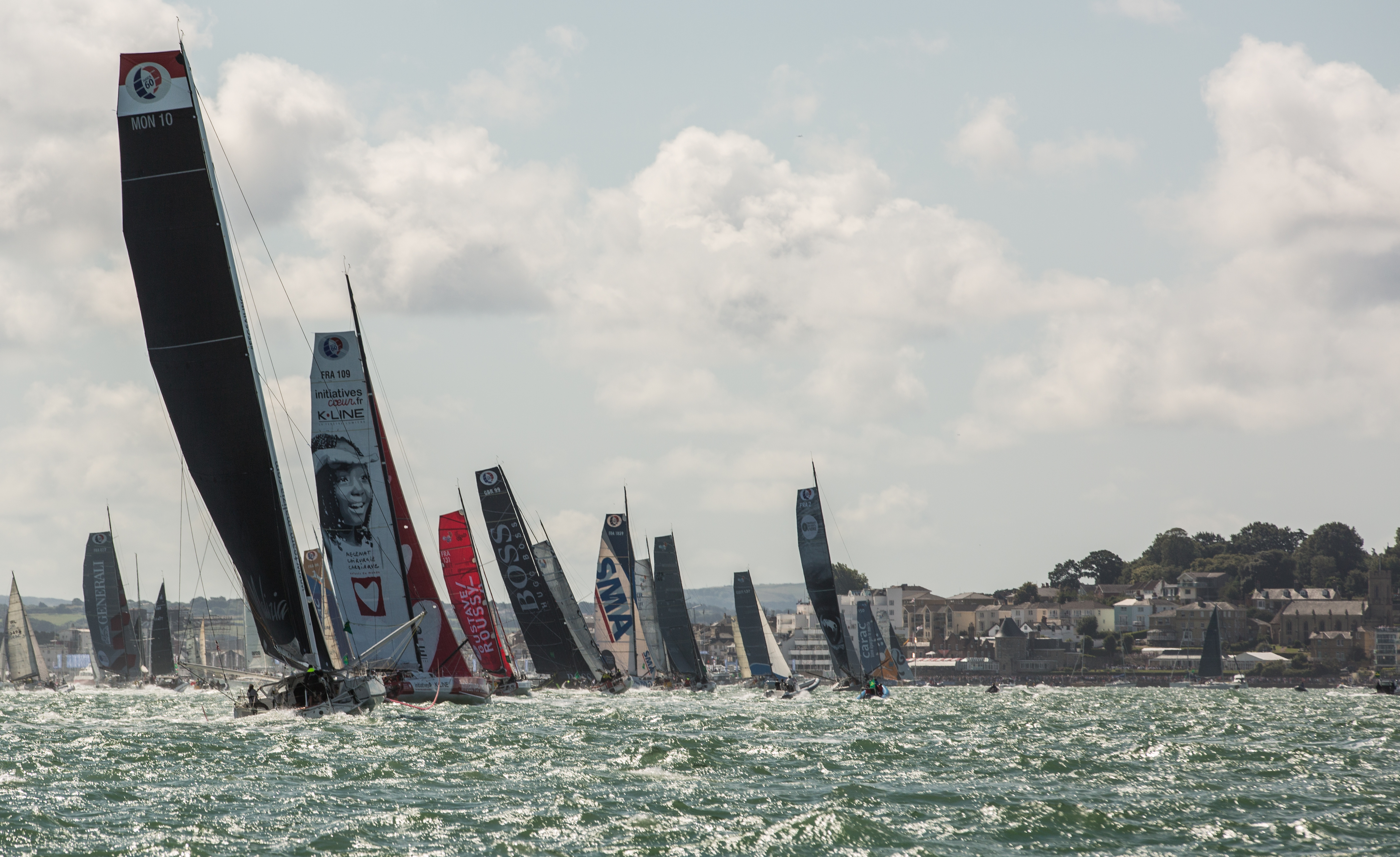
Start van de Fastnet Race in 2017 bij Cowes

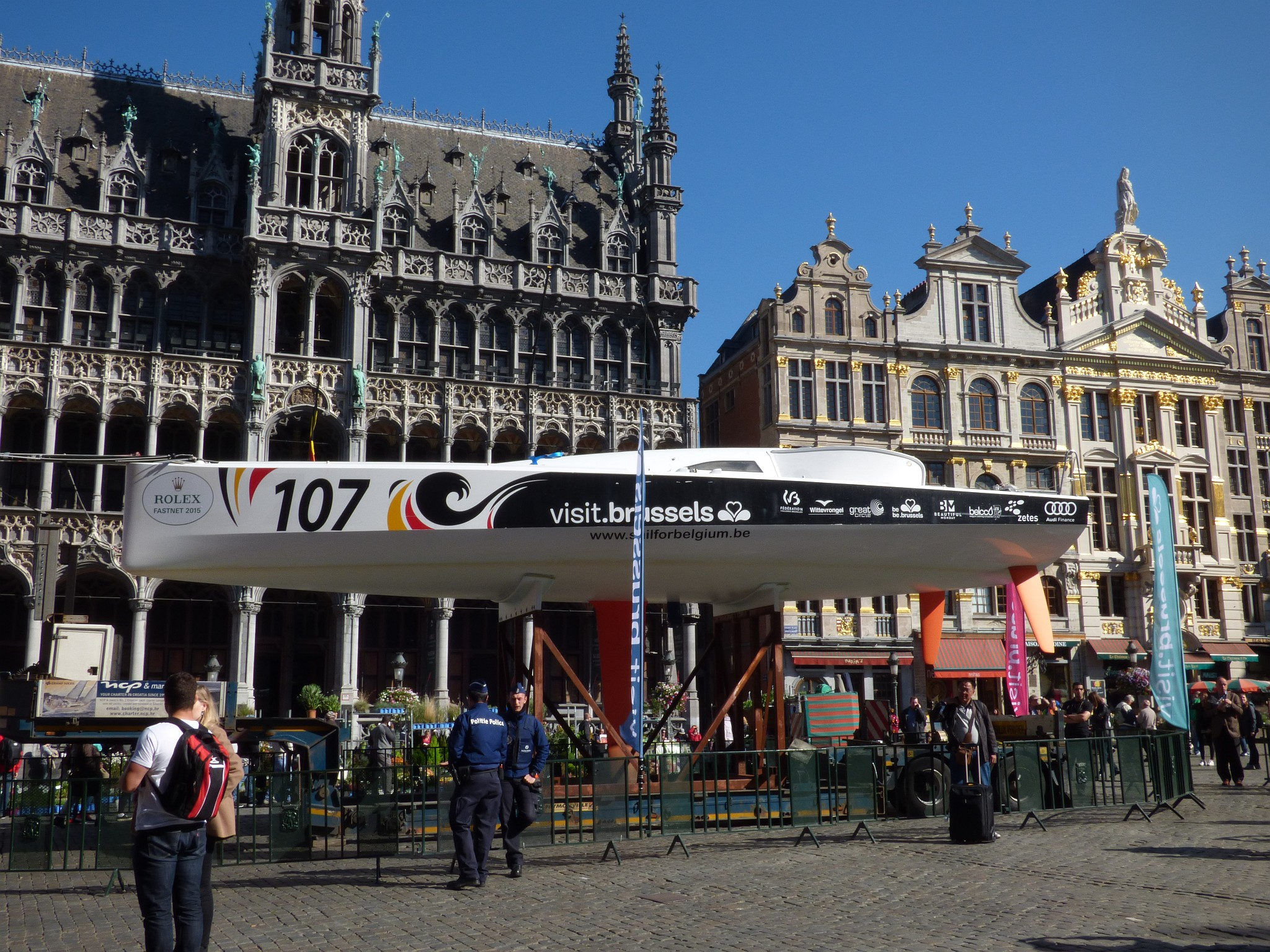
Visit Brussels, Class40 zeilboot die vijfde werd in de Fastnet 2015 met als schipper Michel Kleinjans, tentoongesteld op de Grote Markt van Brussel.

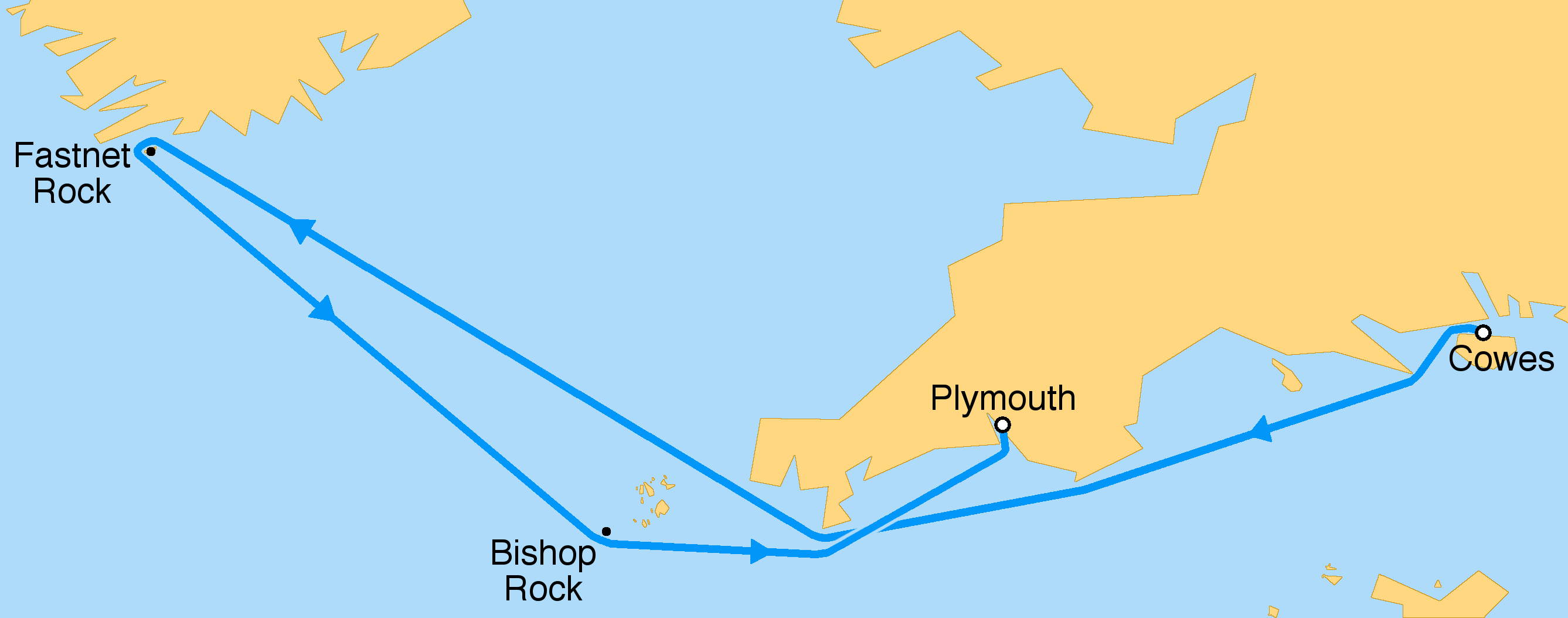
Parcours van 1925 tot 2019

De Fastnet-race is een offshore wedstrijd voor zeiljachten. Ze wordt gezien als een van de klassieke offshore races. 
Het evenement vindt sinds 1925 iedere twee jaar tijdens de Cowes Week plaats. The race start in Cowes op het eiland Wight in Engeland, verlaat de Solent langs het kanaal van The Needles, volgt de zuidelijke kustlijn van Engeland in het Kanaal, tot Land's End wordt gerond, dwarst de Keltische Zee en keerde rond de Fastnet Rock aan de zuidwestelijke kust van Ierland, en eindigde tot en met de editie van 2019 over een parcours van 608 zeemijl in Plymouth in het zuiden van Engeland na zuidelijk van de Bishop Rock bij de Scilly-eilanden gepasseerd te zijn. De Fastnet-race wordt sinds 2001 gesponsord door Rolex.
De belangrijkste focus van de race ligt op monohull handicap racing, die momenteel wordt uitgevoerd onder de eigen IRC Rating Rule van de Royal Ocean Racing Club, die wordt bekroond met de algemene trofee, de Fastnet Challenge Cup. De race is echter opengesteld voor meer zeilklassen, die dan zonder handicap naar reële vaartijd strijden waaronder in 1999 en sinds 2011 multihulls en de klassen van The Ocean Race (vroeger de Volvo Open 70, sinds 2013 de Volvo Ocean 65), sinds 2005 IMOCA 60, sinds 2009 Class40 en sinds 2023 de Ocean 50.
Sinds de editie van 2021 blijft de route grotendeels ongewijzigd, maar is enkel het eindpunt verlegd van Plymouth naar Cherbourg waar de haven beter geschikt was voor de toegenomen grootte van de deelnemende vloot. De race is hierdoor ook verlengd tot 695 zeemijl.